# Eugene Oberst
Eugene Oberst (* 23. Juli 1901 in Owensboro; † 30. Mai 1991 in Cleveland) war ein US-amerikanischer Leichtathlet, der in den frühen 1920er Jahren als Speerwerfer aktiv war. 
Bei den VII. Olympischen Sommerspielen 1924 in Paris gewann er mit 58,35 m die Bronzemedaille hinter dem Finnen Jonni Myyrä (Gold mit 62,96 m) und dem Schweden Gunnar Lindström (Silber mit 60,62 m). 
Darüber hinaus wird Eugene Oberst als Notre Dame NCAA-Champion des Jahres 1921 (Weite: 191-2) angegeben. Weitere Leistungen von ihm sind nicht belegt. In den Listen der Teilnehmer an den US-Meisterschaften jener Jahre taucht sein Name nicht auf. 